# Fujian (Republika Chińska)
Prowincja Fujian (chiń. 福建省; pinyin Fújiàn Shěng; pe̍h-ōe-jī Hok-kiàn-séng) – wyspiarska część chińskiej prowincji Fujian, która po powstaniu Chińskiej Republiki Ludowej nie znalazła się pod jej kontrolą, pozostając w rękach Kuomintangu. Stanowi obecnie, obok prowincji Tajwan, jedną z dwóch prowincji Tajwanu (Republiki Chińskiej). Według tajwańskiego punktu widzenia z powodu zajęcia kontynentalnej części prowincji Fujian przez komunistów w 1949 roku nastąpiło jedynie przeniesienie siedziby władz lokalnych.
Prowincja obejmuje obszar 180 km² i liczy ok. 140 000 mieszkańców. Dzieli się na 2 powiaty, w skład których wchodzą 3 gminy miejskie i 7 gmin. Jej stolicą jest Jincheng. W latach 1956–1996 z uwagi na obawę przed ewentualną inwazją ze strony ChRL prowincja znajdowała się pod zarządem wojskowym, a jej władze rezydowały wówczas w Xindian na Tajwanie.